# Station Genova Piazza Principe
Het station Genova Piazza Principe (Italiaans: La stazione di Genova Piazza Principe) is een van de twee hoofdstations van de Italiaanse havenstad Genua.
Het station ligt ten noordwesten van het stadscentrum, nabij de haven. Station Brignole, het tweede hoofdstation, ligt ruim 2 kilometer verder ten oosten van het centrum.
Het station heeft aansluiting op diverse soorten openbaar vervoer, zoals de metro van Genua (Station Principe).